# Worcester, Massachusetts

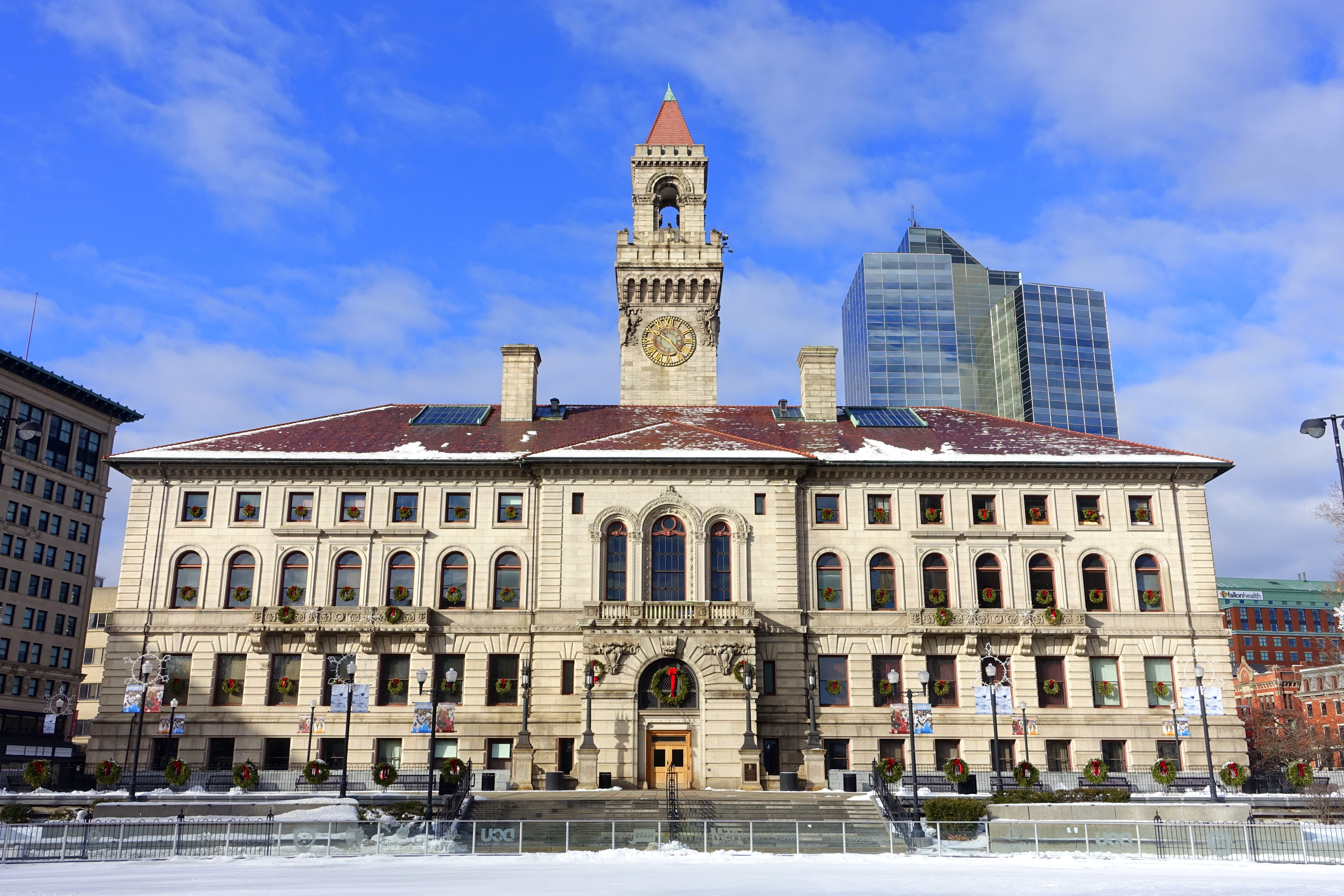

Worcester este un oraș și sediul comitatului omonim din statul american Massachusetts, Statele Unite ale Americii. Cu o populație de 175.898 de locuitori, Worcester este al treilea oraș ca mărime din regiunea cunoscută sub numele de Noua Anglie.

## Istoric
Zona a fost locuită de membri Nipmuc. 

## Personalități născute aici
- Edward Herbert Thompson (1857 - 1935), arheolog, diplomat;
- Robert H. Goddard (1882 - 1945), om de știință;
- Raymond L. S. Patriarca (1908 - 1984), gangster;
- Albina Osipowich (1911 - 1964), înotătoare;
- Elizabeth Bishop (1911 - 1979), scriitoare;
- Arthur Kennedy (1914 - 1990), actor;
- Noah Gordon (1926 - 2021), scriitor;
- John Coolidge Adams (n. 1947), compozitor;
- Butch Johnson (1955 - 20240, arcaș;
- Jack O'Connell (1959 - 2024), scriitor;
- H. Jon Benjamin (n. 1966), actor;
- Jean Louisa Kelly (n. 1972), actriță;
- Carmella (n. 1987), femeie wrestler.